# Dargobądz
Dargobądz (do 1945 niem. Dargebanz, 1945-46 Drogobądź) – wieś w Polsce, położona w województwie zachodniopomorskim, w powiecie kamieńskim, w gminie Wolin.
W latach 1954–1972 wieś należała i była siedzibą władz gromady Dargobądz. W latach 1975–1998 wieś administracyjnie należała do województwa szczecińskiego.
Miejscowość pełni funkcję rolniczą, ale także wczasowo-turystyczną. Jest skanalizowana, posiada sieć wodociągową.
We wsi znajduje się nowy kościół pw. Matki Boskiej Częstochowskiej.

## Położenie
Miejscowość jest położona na wyspie Wolin, około 5 km od miasta Wolin w kierunku północno-zachodnim, przy drodze krajowej nr 3, nad Zalewem Szczecińskim, przy Mieliźnie Płocińskiej. 
Leży na równinie dargobądzkiej będącej pod względem geologicznym sandrem, podciętym od strony Zalewu klifem, a od strony północnej rynnami jezior: Łuniewo, Warnowo Zachodnie, Czajcze, Domysłowskie, Żółwińskie, Wisełka, Kołczewo, Zatorek i Warnowo Wschodnie (Rabiąż).
W 2007 roku do Dargobądza przyłączono leśniczówki Czaplice oraz Łubczewo.

## Integralne części wsi

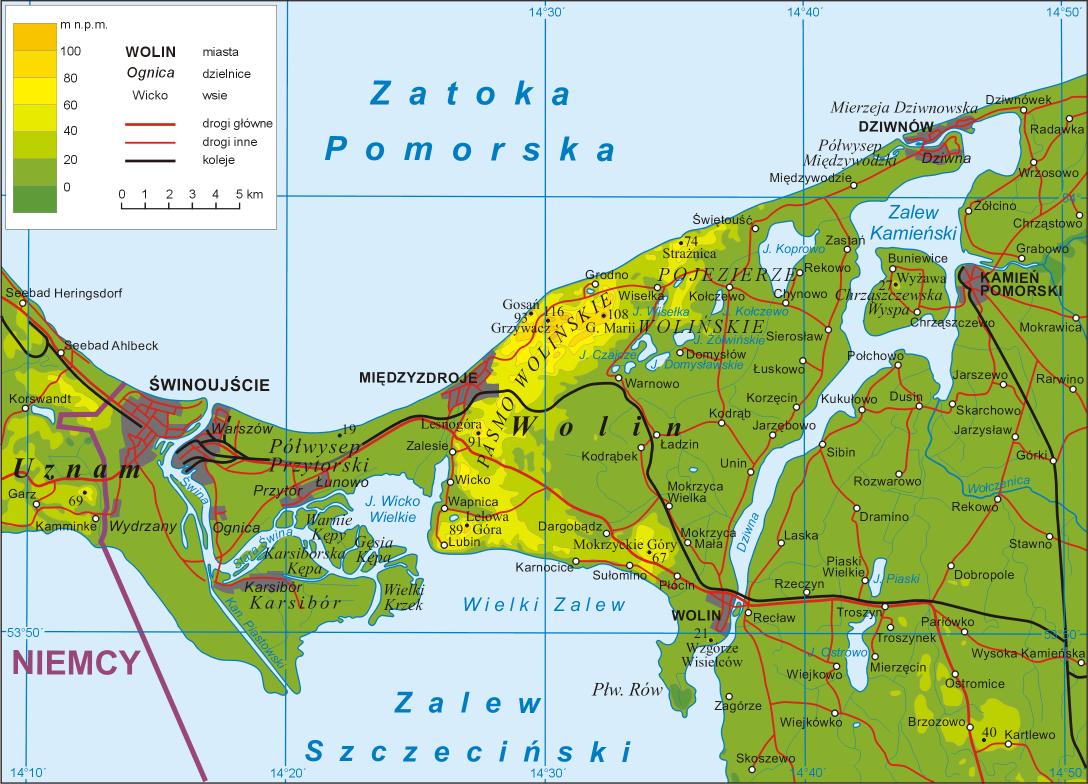
Mapa wyspy Wolin z zaznaczonym Dargobądzem

| SIMC    | Nazwa    | Rodzaj    |
| ------- | -------- | --------- |
| 0785627 | Czaplice | część wsi |
| 0785633 | Łubczewo | część wsi |

## Historia
Pierwsze ślady istnienia miejscowości pochodzą z okresu kultury łużyckiej w epoce brązu. W czasach osadnictwa słowiańskiego (X-XII w.) była tu osada. Ich ślady znaleziono wśród bagien, na wschód od wioski. Wieś pierwszy raz została wzmiankowana w roku 1297 jako villam Darghebanz sitam in terra Wolyn.
Po reformacji w latach 1568–1569 przeszła na własność książąt pomorskich. Istniała tu rezydencja rodu Apenburg, od 1780 roku będąca własnością rodu Hiller. W 1858 roku wieś została wydzierżawiona i przeszła pod administrację Lasów Państwowych w Wolinie.
Dargobądz zajęto 4 maja 1945 roku. Od października wieś była siedzibą jednej z trzech gmin wiejskich powiatu Usedom-Wollin. Od 1945 roku mieściło się tu stanowisko dowodzenia dowódcy 2 fortecznego pułku alarmowego, komendanta 3 Szkoły Artylerii Przeciwlotniczej Marynarki Wojennej w Międzyzdrojach. Po zmianach podziału administracyjnego w marcu 1950 roku gminy przekształcono w gromady wiejskie, było ich siedem a powiat nazwano wolińskim.
W latach 1945–54 siedziba gminy Dargobądz. W latach 1946–1998 miejscowość administracyjnie należała do województwa szczecińskiego.

## Edukacja
8 kwietnia 1946 roku rozpoczęła działalność pierwsza wiejska szkoła podstawowa na wyspie Wolin. Obecnie funkcjonuje ośmioklasowa szkoła podstawowa. Uczęszczają do niej dzieci z miejscowości: Dargobądz, Jagienki, Karnocice, Mokrzyca Mała, Mokrzyca Wielka, Płocin, Sułomino, Kodrąbek, Ładzin, Warnowo i Rabiąż. Starsza młodzież pobiera naukę w szkołach ponadpodstaowych w Wolinie.
Od 16 stycznia 1949 roku w Dargobądzu istnieje wiejska biblioteka, pierwotnie jako Biblioteka Gminna a obecnie jako filia biblioteki wolińskiej.

## Inne
We wsi znajduje się strefa ochrony krajobrazu. Jest nią cmentarz w Dargobądzu. Znajdują się tam złoża kruszyw naturalnych. Ich zasoby szacowane są na 110 tys. ton, a wydobycie na 4 tys. ton. W tym rejonie udokumentowane są także zasoby torfu.